# Cotnari
Cotnari è un comune della Romania di 7 874 abitanti, ubicato nel distretto di Iași, nella regione storica della Moldavia.
Il comune è formato dall'unione di 11 villaggi: Bahluiu, Cârjoaia, Cireșeni, Cotnari, Făgăt, Hodora, Horodiștea, Iosupeni, Lupăria, Valea Racului, Zbereni.
La zona di Cotnari è assai conosciuta per la sua produzione vinicola, in particolare del Grasa de Cotnari, un vino passito molto apprezzato.

## Storia
Le testimonianze di un insediamento nell'area di Cotnari sono molto antiche, essendo stati trovati resti di una fortificazione risalenti al VI o V secolo a.C. sulla collina di Cătălina, oggi riserva naturale.
Citata per la prima volta in un documento del 1448, la località vide lo stabilirsi di una grande colonia di cattolici, soprattutto tedeschi e ungheresi. L'avvio della coltivazione della vite viene storicamente attribuito ad un'iniziativa del Principe Ștefan cel Mare, sotto il cui dominio Cotnari divenne una residenza secondaria della corte e venne arricchita di edifici e dotata di una rete stradale per facilitare il commercio dei vini.
Le sue tradizioni cattoliche ne fecero un obiettivo per i paladini della Riforma protestante attorno al 1560, sotto il dominio del Principe protestante Ioan Iacob Heraclid, detto Despot Vodă: questi avviò nel luogo un'accademia latina (Schola Latina) e fece costruire un tempio protestante che però, dopo la sua morte, venne trasformato in una chiesa cattolica, distrutta da un incendio nel 1873.
A partire dal 1641 e per circa sessant'anni, Cotnari fu il centro dell'educazione cattolica della regione, finché non venne sostituita dalla scuola gesuita di Iași.
Cotnari ha dato i natali allo scrittore Cezar Petrescu (1892-1961).